# دلتا ذروية
يشير مصطلح الدلتا الذروية (Apical delta) إلى النمط المتفرع من القنوات الإضافية والثقب الصغيرة التي تشاهد على ذروة أو قمة جذور بعض الأسنان.
ويعتقد البعض أن هذا النمط شبيه بـدلتا الأنهار عندما يتم أخذ مقطع منها وفحصها باستخدام المجهر. ونظرًا لأن التشريح في هذه الباحة في غاية الدقة والتعقيد وبه العديد من بوابات الدخول إلى نفق الجذر أي أكثر من واحد من الثقب الذروية، وهذا ما يقلل من فرص نجاح المعالجة بـطب الأسنان اللبي. وتتم إزالة طرف الجذر أثناء استئصال القمة للتخلص من الدلتا الذروية وتعظيم فرصة نجاح الالتئام.